# Jenkinshelea albaria
Jenkinshelea albaria är en tvåvingeart som först beskrevs av Daniel William Coquillett 1895.  Jenkinshelea albaria ingår i släktet Jenkinshelea och familjen svidknott. Inga underarter finns listade i Catalogue of Life.